# Christian Cloos
Christian Cloos (født 27. juni 1863 i Frederikshavn, død 25. juni 1941 smst), søn af Christian Ludvig Cloos (1825-1912) og Oline Henriette Cloos (1825-1902), var købmand og konsul med hjemsted i Frederikshavn.
Christian Cloos blev oplært i faderens købmandsforretning, og efter videreuddannelse i Frankrig, England, Tyskland og Holland blev han medejer af den efterhånden omfattende købmandsvirksomhed. Han var fra 1893 til 1933 formand for Frederikshavn Handelsstandsforening.
I 1894 overtog han det belgiske konsulat i Frederikshavn og senere også det franske og det norske. Ved faderens død i 1912 blev han hollandsk konsul efter ham.
Christian Cloos var aktiv i det lokale foreningsliv bl.a. som medlem fra 1916 i den lokale brevdueforening i Frederikshavn.
Christian Cloos forblev ugift og barnløs, hvorfor han testamenterede halvdelen af sin formue og et større landområde omkring Flade Bakker ved Frederikshavn til byen med den klausul, at der inden 50 år efter faderens død skulle bygges et udsigtstårn på området til minde om hans forældre.
Tårnet, Cloostårnet, stod færdigt til indvielse d. 18. april 1962, og er med sine 60 m blevet et af Frederikshavns vartegn.